# Tushar Mountains
Tushar Mountains je menší vulkanické pohoří na jihozápadě Utahu, na pomezí Velké pánve a Koloradské plošiny.
Tushar Mountains je třetím nejvyšším pohořím v Utahu, po Uinta Mountains a La Sal Mountains.
Nejvyšší horou je s nadmořskou výškou 3 709 m Delano Peak.